# قیام‌دشت
قیامدشت شهری از توابع بخش خاوران شهرستان ری در استان تهران در ایران است. این شهر مرکز بخش خاوران است.

## تاریخچه
شهر قیامدشت در ۱۵ کیلومتری جاده خاوران واقع گردیده‌است.
در حال حاضر مساحت این شهر ۱۷۹هزار متر مربع است و ۴ خیابان اصلی را شامل می‌شود. خیابان ولیعصر قدیمی‌ترین خیابان و محل زندگی بسیاری از ساکنان قدیمی است. قیامدشت از نظر ساختار فیزیکی و شاکله شهری یکی از زیباترین شهرهای ایران است. ساختار منظم هندسی و سرراست بودن کوچه‌ها و خیابان ها و دسترسی آسان همهٔ معابر آن به یکدیگر از ویژگی‌های منحصر به فرد این شهر و بلکه بخشی از جاذبه‌های پرقدرت آن است. این شهر به خاطر نزدیکی به پایتخت محل سکونت مناسبی برای مهاجرانِ جویای کار از اقصی نقاط کشور و همچنین برخی از پایتخت نشینان بوده و هست.
در شمال این شهر روستای چهل قز و ارتفاعات موسوم به توچال واقع شده و از سمت شرق به شهرستان پاکدشت وصل می‌گردد. در جنوب این شهر بزرگراه امام رضا قرار دارد و روستای توتک و شهرک صنعتی خاوران در غرب شهر واقع شده‌اند. قدمت قیامدشت به بیش
از ۴۵ سال می‌رسد، این شهر اوایل زمین خاکی بود که رضاشاه به تیمسار باتمانقلیچ اهدا کرد و پس از تفکیک زمین‌ها توسط تیمسار باتمانقلیچ
به فروش رسید و خریداران یک به یک برای سکونت به محله آمدند.
در زمان بنی صدر اهدای وام ساخت و ساز زیاد شد و این شهر گسترش یافت.
طبق اسنادی که وجود دارد شهر قیامدشت قبلاً به نام شاهین دشت شناخته شده بود اما بعد از قیام‌های داخلی نامش تغییر کرد و بعد از انقلاب به نام قیامدشت ثبت شد و ماندگار گشت.
قیامدشت در سال ۹۶ بعد از سالها بلاتکلیفی به شهر تبدیل شد.

## جمعیت
این شهر مرکز بخش خاوران است و براساس سرشماری مرکز آمار ایران در سال ۱۳۹۵، جمعیت این شهر ۵۲٬۳۹۶ نفر بوده‌است.

بر اساس اعلام آمارهای رسمی، در دوازدهمین دوره انتخابات ریاست جمهوری ۱۳۹۶ و همچنین انتخابات شوراهای اسلامی شهر و روستا، حدود ۷۵ درصد مردم قیامدشت و بخش خاوران در انتخابات شرکت کردند که این رقم بالاتر از میانگین کشور (حدود ۷۰ درصد) می‌باشد.

## مشکلات
تنها نیاز شهروندان وجود بیمارستان برای قیامدشت است.
با توجه به اینکه بخش خاوران با مرکزیت قیامدشت تأسیس شد و باید نمایندگی ادارات در آن مستقر می‌شد اما تا به امروز ادارات مربوط به این منطقه در بین شهرستان‌ های اطراف شهر تهران تقسیم شده و باعث سردرگمی اهالی این منطقه شده‌ است.
قیامدشت از داشتن یک بیمارستان محروم است و برای رسیدن به اولین بیمارستان باید به شهرستان پاکدشت (بیمارستان شهدای پاکدشت) مراجعه نمود و در حال حاضر سه  درمانگاه فعال و دو مرکز بهداشت دارد و یک بیمارستانی که ۲۰ سال است نیمه کار مانده و تبدیل به گورستان ماشین‌ های فرسوده شده‌است.
همچنین دانشگاه آزاد اسلامی واحد تهران شرق، در این شهر واقع شده‌ است.
علاوه بر این در سالهای گذشته همواره یکی از مهمترین مشکلات ساکنان قیامدشت مربوط به آب آشامیدنی بوده‌است.
به طوری که آب آشامیدنی جمعیت حدوداً ۵۰ هزار نفری قیامدشت که حالا دارای دانشگاه آزاد واحد تهران شرق با جمعیت سیال حدوداً ۱۵ هزار نفری هم هست، از چاه‌هایی که اطراف این شهر حفر شده، تأمین شده که به دلیل وجود املاح زیاد و سختی آب، این آب غیرقابل شرب بوده و معمولاً جهت شست‌وشوی ظروف و دیگر کارها مورد استفاده قرار می‌گرفت.با پیگیری های فراوان آب شهر شیرین شد.
در سال ۱۳۹۴ با بهره‌برداری از تأسیسات انتقال آب از سد ماملو و بخشی از تصفیه خانه هفتم آب تهران، ۹۰ لیتر در ثانیه آب سد ماملو جایگزین آب چاه‌ها در تأمین آب شرب این شهر شده‌است که به اذعان ساکنان این منطقه، آبرسانی از سد ماملو توانسته تا حد زیادی مشکل کیفیت آب در شهر قیامدشت را برطرف کند.

## تقسیمات کشوری
به‌طور رسمی شهر شدن قیامدشت در ۲۳ اردیبهشت ۱۳۹۶ توسط مجید انصاری معاون حقوقی رئیس‌جمهور، ابلاغ شد.

این شهر پیش از این در خارج از محدوده قانونی شهر تهران قرار داشت و از خدمات شهرداری منطقه ۱۵ تهران استفاده می‌کرد که پس از شهر شدن دارای شهرداری مستقل گردید‌.